# أوستن باتلر
أوستن باتلر (بالإنجليزية: Austin Butler) مواليد 17 أغسطس 1991 في آناهايم، كاليفورنيا، الولايات المتحدة، هو ممثل أمريكي بدأ مسيرته الفنية عام 2005.

## الأعمال
- غرباء في السندرة
- شاربي في مغامرة رائعة
- أنفابيولس
- دريك أند جوش
- هانا مونتانا
- آي كارلي
- حياة غير متوقعة
- ويزردز أوف ويفرلي بليس
- سي إس آي: ميامي
- سي اس آي: نيويورك

## وصلات خارجية
- أوستن باتلر على موقع IMDb (الإنجليزية)
- أوستن باتلر على موقع روتن توميتوز (الإنجليزية)
- أوستن باتلر على موقع مونزينجر (الألمانية)
- أوستن باتلر على موقع ألو سيني (الفرنسية)
- أوستن باتلر على موقع ميوزك برينز (الإنجليزية)
- أوستن باتلر على موقع أول موفي (الإنجليزية)
- أوستن باتلر على موقع قاعدة بيانات برودواي على الإنترنت (الإنجليزية)
- أوستن باتلر على موقع إن إن دي بي (الإنجليزية)
- أوستن باتلر على موقع قاعدة بيانات الفيلم (الإنجليزية)